# フローレンス・メイヤー
フローレンス・メイヤー（Florence Meyer、1911年1月22日 - 1962年11月27日）は、アメリカ合衆国の肖像写真家であり、ソーシャライト（社交家）でもあった。俳優オスカー・ホモルカの元妻である。

## 若年期
1911年1月22日にニューヨーク市で生まれた。父は金融家で、後に『ワシントン・ポスト』紙の発行人となるユージン・マイヤー（1875-1959）母はアグネス・アーンストであり、フローレンスは5人兄弟の長女だった。兄弟はルーテル派の洗礼を受けたが、米国聖公会の教会に通っていた。
パリとベルリンでダンスと演技を学んだ。

## 写真家
彼女は多くの芸術家、劇作家、俳優、作家、作曲家、音楽家、政治家、映画スターなど、当時の有名人を撮影した。彼女が肖像を撮影した有名人には、ジェームズ・エイジー、トーマス・マン、コンスタンティン・ブランクーシ、チャールズ・チャップリン、ジュディ・ガーランド、ウラディミール・ホロヴィッツ、リオン・フォイヒトヴァンガー、アルノルト・シェーンベルク、クリストファー・イシャーウッドなどがおり、他に写真家仲間のエドワード・スタイケン、ウォーカー・エバンス、ブラッシャイなどの肖像も撮影した。
写真家のマン・レイは非常に親しい友人であり、1946年には、同時に行われたマン・レイとジュリエット・ブラウナー、マックス・エルンストとドロテア・タニングの結婚式の肖像写真を撮影した。死後の1963年に"Focus on Art"が出版された。

## 私生活
1939年、オーストリアの性格俳優オスカー・ホモルカ（1898-1978）と結婚した。2人の間にはヴィンセントとローレンスという2人の息子が生まれた。ホモルカ夫妻はナチスが政権を取った直後にドイツを離れ、数年間ロンドンに住んだ後、1943年頃からロサンゼルスに定住した。ホモルカとは1948年に離婚した。
メイヤーは1962年にロサンゼルスで死去した。遺体は火葬された。